# ديفيد أفيس
ديفيد أفيس (بالإنجليزية: David Avis)‏ هو عالم حاسوب ورياضياتي بريطاني، ولد في 20 مارس 1951.